# بوكينم
بوكنم (بالألمانية: Bockenem) هي بلدة ألمانية تقع في ألمانيا في سكسونيا السفلى.  يقدر عدد سكانها بـ 11,250 نسمة .